# Взривове в Градец (2008)
Взривовете в Градец в близост до Тирана, Албания започват на обяд местно време в събота, 15 март 2008 г.
Първоначално се чува в Тирана много мощен оглушителен взрив, последван от многобройни последващи и също така оглушителни взривове в бивш военен склад за боеприпаси в село Градец, община Вора, Албания (на 14 км от Тирана, столицата на страната).
Взривовете продължават до неделя сутринта. Според последвала информация американски и албански експерти е трябвало да утилизират остарели боеприпаси. Взривяват се и 400 тона ракетно гориво в контейнери при първия взрив, унищожавайки много жилищни и други постройки в близост до мястото на взривовете. Този взрив изпочупва прозорците на колите по магистралата Тирана-Дуръс, както и тези на летище Тирана. Избухва и голям пожар.
След първия взрив са спрени полетите от и към летище Тирана, а близо 4000 души са евакуирани и настанени по близките крайбрежни хотели.
При взривовете намират смъртта си 26 души, а пострадалите са над 300. 2306 сгради са повредени или унищожени при експлозиите, от които 318 къщи са напълно разрушени, 200 сгради са сериозно повредени, а 188 сгради са със значително повредени.
Причините за избухналите взривове така и не се изясняват, въпреки незабавните оставки на Фатмир Медиу, министър на отбраната на Република Албания и други длъжностни лица. Не са уточнени и виновниците, които следва да са сред извършващата утилизацията американска фирма – основен изпълнител и албанския ѝ подизпълнител. Единствената информация която излиза след трагедията е, че албанските боеприпаси не са се утилизирали, а просто се препакетирали от името на доставчика Southern Ammunition Company Inc. (SAC) of Loris, South Carolina, an U.S. company – и били предназначени за нуждите на Афганистанската национална армия.
През лятото на същата 2008 г. се случва сходен инцидент в поделение 18 250 край София (2008).